# Ashmeadiella stenognatha
Ashmeadiella stenognatha är en biart som beskrevs av Michener 1939. Ashmeadiella stenognatha ingår i släktet Ashmeadiella och familjen buksamlarbin. Inga underarter finns listade i Catalogue of Life.